# 新桥镇 (宾阳县)
新桥镇，是中华人民共和国广西壮族自治区南宁市宾阳县下辖的一个乡镇级行政单位。2013年总面积35.77平方公里，下辖18个社区，一个1个新闵社区。

## 行政区划
新桥镇下辖以下地区：
新桥社区、大林村、民范村、三才村、大庄村、立新村、甘村、三友村、林堡村、大仙村、马村、新和村、大罗村、白岩村、白花村和清平村。